# Robert Newton
Robert Newton (Shaftesbury, Dorset, 1 de junio de 1905 – Beverly Hills, 25 de marzo de 1956) fue un actor británico de cine y teatro. 
Junto a Errol Flynn, Newton fue el más popular de los actores entre la audiencia juvenil de la década de los 1940 y principio de los 1950, principalmente entre los británicos. Su interpretación más conocida fue la de John Silver el Largo en La isla del tesoro, aunque también destacó en películas como Oliver Twist y El Pirata Barbanegra. 
Su vida personal se vio marcada por su adicción al alcohol. Murió de un infarto de corazón a los 50 años.

## Filmografía parcial
- La vuelta al mundo en 80 días (1956), como el detective Mr. Fix
- Long John Silver (1954), como Long John Silver
- Escrito en el cielo (1954), como Gustave Pardee
- Las ratas del desierto (1953), como Tom Bartlett
- La isla del tesoro (1950), como Long John Silver
- Oliver Twist (1948), como Bill Sikes
- Larga es la noche (1947), como Lukey
- La vida manda (1944), como Frank Gibbons
- Enrique V (1944), como el viejo Pistol
- El pirata Barbanegra (1952), como Bill Walker
- 21 días juntos (1940), como Tolley
- Jamaica Inn (1939) como James Trehearne ('Jem')